# Francesc Mitjans
Francesc Mitjans i Miró (Barcelona, 1909.- 2006. november 20.), katalán építész.

## Munkássága

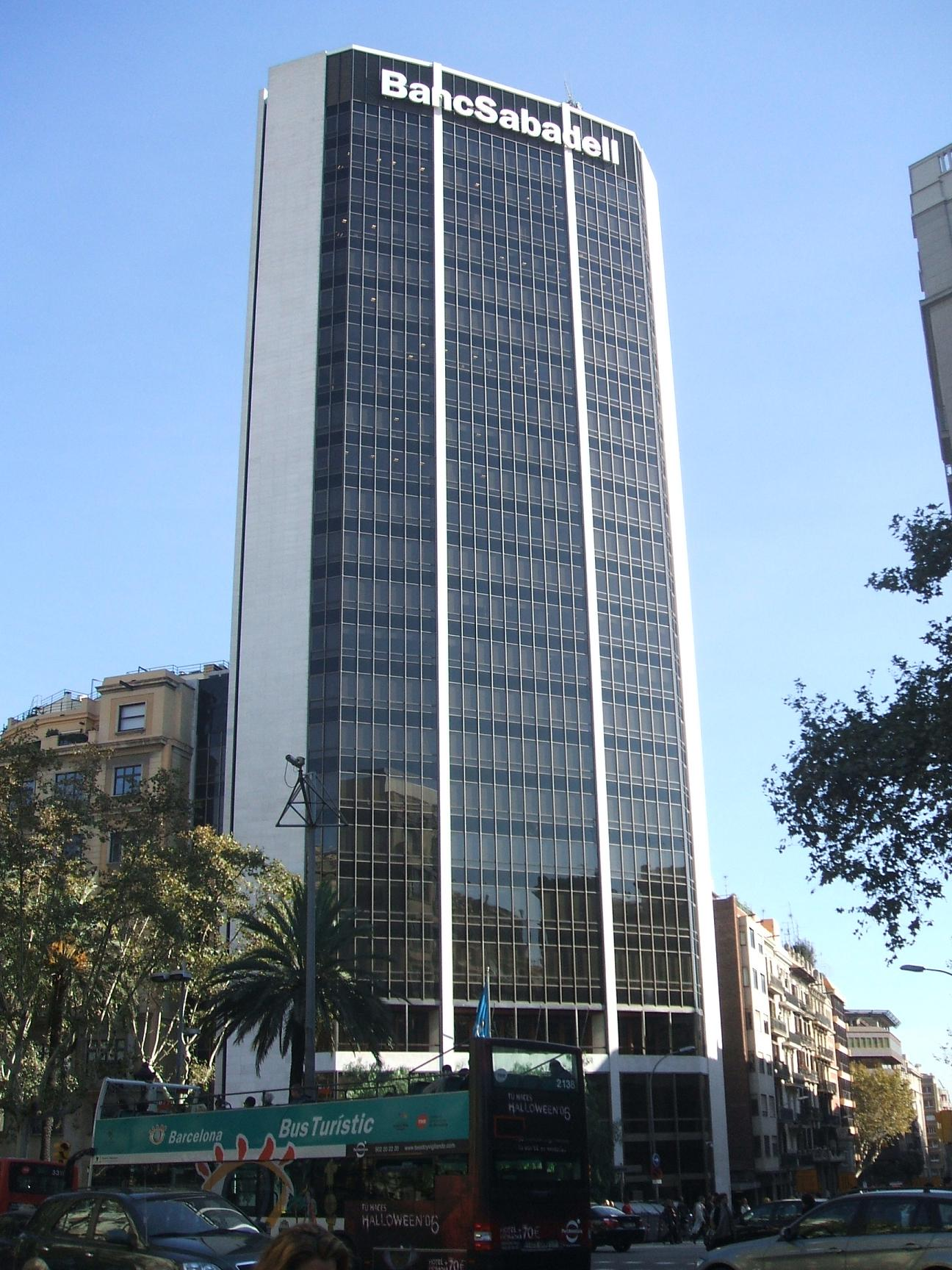
Banco Atlántico toronyház, Barcelona

Építészeti tanulmányait a spanyol polgárháború idején kellett végeznie. Első műve saját háza volt az Amigó de Barcelona utcában (BCN), ez egy olyan lakás, amely még ma is létezik. Már ennek terve is mutatja későbbi munkásságát – a gyáriparosok ízlésének követését a díszítőelemekben, és az akadémikus építészet irányvonalát a homlokzatokon.
Tevékenységét különböző hatások befolyásolták a katalán és közép-európai modernizmustól  a GATCPAC mozgalmáig, illetve a második világháborút megelőző nemzetközi építészeti irányzatokig. Különleges érzékenységgel illesztette be az épületeket az őket körülvevő környezetbe, a tájba, alkotásaiba belevitte személyiségét. 1963-ban a FAD korábbi tevékenységéért kitüntetéssel jutalmazta.
Legismertebb épületei között megtalálhatók:
- közintézmények: Soler Roig Klinika (Clínica Soler Roig) (1950, Barcelona),
- lakóház jellegű épületek: CEISA épülete (Edifici CEISA) (1952, Barcelona), Tokió - ház (Casa Tokio) (1953),
- sportlétesítmények: Camp Nou, az FC Barcelona Stadionja (Estadi del FC Barcelona) (Josep Soteras Mauri és Lorenzo García Barbón építészekkel együtt, 1954-57, Avinguda Arístides Maillol, barri de Les Corts, Barcelona) és a Club Nàutic de Barcelona (1958),
- irodaépületek: Harry Walker irodaházak (Oficines Harry Walker) (1959, Barcelona) és a Banco Atlántico toronyház (Santiago Balcells-sel együtt, 1969, Barcelona).
- Befolyással és hatással volt a Pirelli de Gio Ponti épület létrehozására.

Előrehaladott korának köszönhetően az utolsó időszakban inkább tervezéssel foglalkozott, melyek között említésre méltó három torony a barcelonai Olimpiai falu (Vila Olímpica) területén, Rubí település iskolája, a Palau Moja (Barcelona) újjáépítése, a Saló de Cónsols de la Llotja de Mar (Barcelona) felújítása.
További általa tervezett létesítmények között nagy számban szerepelnek turisztikai komplexumok, kempingek és szállodák Barcelona és a Costa Maresme területén. Francesc Mitjans a katalán építészet renovációjának, újjáéledésének kulcsfigurája az 1950-es évektől kezdődően.

## Külső hivatkozások
- Francesc Mitjans haláláról a Plusarquitectura.info oldalán[halott link]